# Церковь Санта Мария ин Страда
Церковь Санта Мария ин Страда — католический храм в историческом центре города Монца, регион Ломбардия, Италия; памятник, в архитектуре которого сочетаются черты романского стиля и зрелой готики.
Францисканский монастырь с часовней на дороге, соединяющей Монцу с Миланом (сейчас это Via Italia), существовал ещё в XIII веке. Согласно хроникам летописца Бонинконтро Мориджа, современная церковь Святой Девы Марии была заложена в 1357 году. По завершении строительства храм представлял собой однонефное прямоугольное строение с апсидой и плоской крышей. К 1421 году церковь дополнилась хором и ризницей, справа от главного фасада была пристроена колокольня, квадратная в плане. В 1610 году плоскую крышу заменил цилиндрический свод.
В 1756 году под руководством архитектора Джованни Батиста Риккарди церковь претерпела существенную реконструкцию. Главный алтарь храма был перестроен в мраморе и позолоченной бронзе; были устроены декоративные колонны, украшенные лепниной, несколько внутрихрамовых капелл. В 1798 году церковь из монастырской стала приходской.
Особое внимание привлекает главный фасад церкви в стиле ломбардской кирпичной готики с высоким треугольным фронтоном, богато украшенным геометрическим орнаментом и деталями из терракоты. В центре фронтона — узорчатая роза, выше которой — статуя Мадонны с младенцем в стрельчатом табернакле. Портал церкви, напротив, представляет собой простую кирпичную арку с мраморным архитравом, членённым стрельчатыми нишами. В нишах заметны следы фресок XIV века.